# Muang Phou Khoun
Muang Phou Khoun är ett distrikt i Laos.   Det ligger i provinsen Louang Prabang, i den nordvästra delen av landet, 170 km norr om huvudstaden Vientiane.